# Vienna (Luisiana)
Vienna es un pueblo ubicado en la parroquia de Lincoln en el estado estadounidense de Luisiana. En el Censo de 2010 tenía una población de 386 habitantes y una densidad poblacional de 42,99 personas por km².

## Geografía
Vienna se encuentra ubicado en las coordenadas 32°36′33″N 92°38′53″O / 32.60917, -92.64806. Según la Oficina del Censo de los Estados Unidos, Vienna tiene una superficie total de 8.98 km², de la cual 8.98 km² corresponden a tierra firme y (0%) 0 km² es agua.

## Demografía
Según el censo de 2010, había 386 personas residiendo en Vienna. La densidad de población era de 42,99 hab./km². De los 386 habitantes, Vienna estaba compuesto por el 94.04% blancos, el 3.37% eran afroamericanos, el 0% eran amerindios, el 1.3% eran asiáticos, el 0% eran isleños del Pacífico, el 0% eran de otras razas y el 1.3% pertenecían a dos o más razas. Del total de la población el 1.81% eran hispanos o latinos de cualquier raza.